# Latastes gundi
Latastes gundi (Massoutiera mzabi) är en gnagare i familjen kamfingerråttor (Ctenodactylidae) och den enda arten i sitt släkte.

## Beskrivning
Arten når en längd mellan 17 och 24 cm och därtill kommer en 3,5 cm lång svans. Vikten varierar mellan 170 och 195 gram och honor är allmänt något tyngre än hannar. Den långa pälsen har en gulbrun färg. Innerörat skyddas av extra hår mot sand. Vid varje fot finns fyra tår som är utrustade med kraftiga klor. Västafrikansk gundi (Felovia vae) skiljer sig i utseende från Latastes gundi genom rännor i de övre framtänderna och dessutom är hårtofsen i örat inte lika bra utvecklad.
Latastes gundi lever i klippiga regioner i Saharaöknen. Utbredningsområdet sträcker sig över Algeriet, Tchad, Mali och Niger. Habitatet ligger 500 till 2 300 meter över havet. I bergstrakterna samlas regnvatten ofta mellan klipporna och därför är vegetationen yppigare än i andra delar av Sahara.
Individerna är aktiva på dagen och vilar på natten i bergssprickor. I flera avhandlingar beskrivs de som sociala djur som lever i mindre grupper där honorna hjälpas varandra med ungarnas uppfostring. IUCN skriver däremot att de lever ensam utanför parningstiden. Om de upptäcks av en fiende flyr de i första hand till ett gömställe. Är det inte möjlig spelar de döda.
Födan utgörs av frön, gräs, örter och andra växtdelar.
Honor föder vanligen bara en kull per år med en till två ungar (sällan upp till fem). Dräktigheten varar troligen lika länge som hos andra kamfingerråttor, alltså 70 till 80 dagar. Ungarna dias tre till sex veckor och efter 8 till 12 månader är de könsmogna.
Latastes gundi är inte sällsynt och listas av IUCN som livskraftig (LC).